# Ascotis novilunaria
Ascotis novilunaria är en fjärilsart som beskrevs av Franz Dannehl 1928. Ascotis novilunaria ingår i släktet Ascotis och familjen mätare. Inga underarter finns listade i Catalogue of Life.